# Шейх Рамазан
Рамазан Хаджі Штульський (лезгин. Штул Рамазан Хьажи; 1807, Штул — 1877) — лезгінський шейх та військовий лідер лезгин наприкінці XVII століття, борець проти окупації південної Дагестана Російською імперією. Один з перших учнів шейха Мухаммада Ярагського. Батько Мухаммада-Хажі Штульського.

## Біографія
Народився в 1807 році в лезгинському селищі Штул околиці Самур. Батько звали Хійірбек.
У 1877 році лезгни в Дагестані підняли повстання через репресії з боку російської влади, багатьох було заслано до Сибіру У тому числі був і Рамазан разом зі своєю сім'єю, їх відправили до Саратова.
У 1877 р. у центрі Дербента разом із Хажи-Мурадом Кабірським, Шейх Бубою Стальським та Абдулхамідом Стальським керував народним повстанням, за що всі були страчені царськими військами.
Перед стратою останніми словами Шейха були:
| Оригінал | Переклад |
| --- | --- |
| «Азизтир мусурман стхаяр, куйне са кІусні хажалат йімір! Зун Ватандіх'їна аватиані елкведа. Зі сурзі бубадин ватанда ждайдакай за фадамаз аян я. Іншалаг!» | «Дорогі мої брати мусульмани, анітрохи не переживайте, я вмираю щасливою смертю, борючись за свій народ, на шляху Аллаха на своїй батьківщині! Ми ще зустрінемося з нашими утисками на тому світі Іншаллах!» . |

Ще крім Мухаммада-хаджі, у Шейха Рамазана було ще двоє синів: Жамалдін і Ахмадуллах.
На сьогодні після шейха Рамазана залишилася велика бібліотека, в 1970-х роках вона перебувала у його онука Мухаммад-шафі в селі Ашар.

## Пам'ять
- Мазар шейха Рамазана є одним з зіяратів, що активно відвідуваються в Дагестані[7][6].